# Marcel d'Ancyre
Pour les articles homonymes, voir Ancyre (homonymie).
Marcel d'Ancyre (285–374) est évêque d’Ancyre, en Galatie. Il est un des pères du premier concile de Nicée, où il combat les ariens, au même titre qu'Athanase d'Alexandrie.

## Biographie
Marcel d'Ancyre est un évêque cappadocien. Il est présent au concile de Nicée en 325 et défend aux côtés d'Alexandre d'Alexandrie et de son diacre Athanase la consubstantialité du Père et du Fils contre la doctrine arienne. 
Dans son ouvrage consacré à L'Eglise de l'Antiquité tardive (303-604), Henri-Irénée Marrou le décrit comme « d'autant plus farouchement anti-arien que son attachement au vieux principe de la « monarchie » divine le conduit à verser dans l'hérésie opposée et symétrique ». En 335, au concile de Tyr, face aux Eusébiens qui minimisent les conséquences de « l'homoousios » de Nicée, il refuse de voir des distinctions réelles dans la divinité, les assimilant au polythéisme. « En privant le Logos de toute réalité substantielle, il faisait finalement du Père le sujet de l'Incarnation ».
Déposé en 336, il est condamné en Orient dès 341 comme proche de la doctrine de Sabellius, puis en Occident à partir de 345.
Sa pensée se rapprochant du sabellianisme, considéré comme peu dangereux par Rome, il est déclaré rétabli sur son siège en 353 par le pape Jules Ier.
Des fragments de ses écrits (Clavis Patrum Græcorum 2800-2806) ont été conservés, en particulier par un de ses opposants, Eusèbe de Césarée. Acace de Césarée, successeur d'Eusèbe, écrivit contre lui un Contra Marcellum dont des fragments nous sont parvenus dans l’œuvre d'Épiphane de Salamine.